# Rubaiyat
Rubaiyat (Persiska: رباعیات عمر خیام, Arabiska: رباعیات) är en samling dikter, från början skrivna på persiska och av vilka det finns ungefär tusen. De är sagda vara författade av den persiske matematikern, poeten och astronomen Omar Khayyam (1048 – 1123). "Rubaiyat" (från arabiska roten för ordet 4) betyder "quatrains": verser med fyra rader.